# Athénský námořní spolek

Délský spolek kolem roku 431 př. n. l., krátce před vypuknutím peloponéské války

Athénský námořní spolek nebo také Attický námořní spolek, případně Délský spolek, bylo spojenectví přímořských a ostrovních starověkých řeckých obcí vedených Athénami. Díky athénskému revolučnímu způsobu formování vojenské koalice, který se osvobodil od prosté představy sdružení armád, je někdy spolek označován za předchůdce moderních obranných koalic typu NATO.

## První (478–404 př. n. l.)
Poprvé byl založen v roce 478 př. n. l. a jeho cílem bylo osvobození řeckých oblastí Malé Asie z perského područí. Jeho hlavním tvůrcem byl athénský státník a vojevůdce Aristeidés. Středisko spolku a pokladnice byly v Apollónově svatyni na ostrově Délu (odtud alternativní označení Délský spolek). Členové spolku platili poplatek, buď v penězích, nebo lodích (do značné míry konkurenční Peloponéský spolek, jemuž dominovala Sparta, vyžadoval naopak tradiční platbu vojáky, což se ukázalo jako méně pokrokové řešení, neboť si Athény mohly díky finanční dani vybudovat loďstvo, jaké nemělo v Řecku konkurenci, a které dokázalo čelit efektivněji Peršanům než Sparta). Spolek tvořilo na vrcholu jeho slávy přes 300 řeckých měst.
Postupně se spolek začal proměňovat v jakousi athénskou sféru vlivu či dokonce říši, čehož signálem bylo i přenesení pokladnice z Délu do Athén roku 454 př. n. l., z rozhodnutí Perikla, a zrušení všech jiných forem poplatků než peněžních. Spolek zanikl roku 404 př. n. l. v souvislosti s úpadkem moci Athén po peloponéské válce a kvůli nespokojenosti s využíváním finančních prostředků (Periklés z nich nechal kupříkladu postavit Parthenón na Akropoli, což se neathénským členům spolku vůbec nelíbilo).

## Druhý (377–355 př. n. l.)
Podruhé vznikl spolek v letech 378/377 př. n. l., iniciován z velké části Thébami, které hledaly pomoc Athén proti stále agresivnější Spartě. Přestože se Athény pokoušely neopakovat některé chyby při řízení spolku a nezavdávat příčinu ostatním členům k dojmu, že jsou athénskými vazaly, nenabyl spolek zdaleka významu prvního a skončil vzpourou Théb, jejichž moc a sebedůvěra nadmíru vzrostly poté, co samy dokázaly Sparťany porazit v bitvě u Leukter roku 371 př. n. l.